# Carteriospongia clathrata
Carteriospongia clathrata är en svampdjursart som först beskrevs av Carter 1881.  Carteriospongia clathrata ingår i släktet Carteriospongia och familjen Thorectidae. Inga underarter finns listade i Catalogue of Life.